# Montezumina mesembrina
Montezumina mesembrina är en insektsart som beskrevs av Morgan Hebard 1927. Montezumina mesembrina ingår i släktet Montezumina och familjen vårtbitare. Inga underarter finns listade i Catalogue of Life.